# Saison 2014-2015 de l'AB Chartres
La saison 2014-2015 de l'Avenir Basket Chartres est la deuxième du club en Ligue féminine 2, second échelon du basket-ball féminin français. Le budget est de 380 000 €.
En Ligue 2, les Chartraines arrivent cinquièmes et sont éliminées en quart-de-finale de play-off par le Limoges ABC. En Coupe de France, leur parcours s'arrête en seizième de finale, éliminées par Villeneuve-d'Ascq, future champion d'Europe et vice-champion de France.

## Pré-saison

### Matchs de préparation
Le retour à l'entraînement est prévu le 12 août à la Halle Jean-Cochet. À 35 ans, Benoît Marty dirige sa première séance à la tête d'une équipe professionnelle. Embarquées pour une préparation de six semaines et demie, les Chartraines partent en stage à Bugeat (Corrèze) le 15 août. « L'idée, c'est de travailler sur la cohésion du groupe », indique Marty, qui réserve ensuite à ses filles un bloc physique de trois semaines. Suit une série de matches amicaux avant la première journée de championnat à Charnay, le 27 septembre.
| Dates           | Lieu                         | Compétition  | Adversaire            | Score |
| --------------- | ---------------------------- | ------------ | --------------------- | ----- |
| 15-17 août      | Bugeat                       | Stage        | Stage                 | Stage |
| 23 août         | Halle Jean-Cochet (Chartres) | Match amical | Ifs (N2)              |       |
| 27 août         |                              | Match amical | Ifs (N2)              |       |
| 30 août         | Le Havre                     | Match amical | Le Havre (L2)         | 63-58 |
| 3 septembre     | CRJS, Chartres               | Match amical | Le Havre (L2)         |       |
| 6 septembre     | Saint-Sulpice                | Match amical | Franconville          |       |
| 13-14 septembre | Limoges                      | Tournoi      | La Roche-sur-Yon (L2) | 62-66 |
| 13-14 septembre | Limoges                      | Tournoi      | Limoges ABC (L2)      |       |

### Transferts
L'ABC mise sur la stabilité à l'intersaison. L'ossature de l'équipe ne bouge pas et le club réussit à conserver ses meilleurs éléments, à l'image de l'intérieure américaine Marie Rosché et de l'arrière Magali Mendy. Seule la jeune meneuse Lisa Bacconnier ne se laisse pas convaincre. Morgiane Eustache et Lindsay Gonzalez, discrètes la saison passée, ne sont pas conservées.
Ces trois départs sont compensés par les arrivées de trois très jeunes joueuses : la meneuse Mélissa Diawakana (21 ans), en mal de temps de jeu à Villeneuve-d’Ascq, l'ailière Julia Borde (22 ans), qui sort d'une belle saison à Pau-Lacq-Orthez, et l'intérieure Penda Ly (19 ans, Tarbes).
Avec cet effectif, l'ABC veut tenter de faire au moins aussi bien qu'en 2013-2014.
| Nom               | Poste         | Taille | Provenance/Destination  |
| ----------------- | ------------- | ------ | ----------------------- |
| Arrivées          |               |        |                         |
| Mélissa Diawakana | Meneuse       | 1,70 m | Villeneuve-d’Ascq (LFB) |
| Penda Ly          | Ailière forte |        | Tarbes (LFB)            |
| Julia Borde       | Ailière       |        | Pau-Lacq-Orthez (LF2)   |
| Départs           |               |        |                         |
| Lisa Bacconnier   | Meneuse       | 1,70 m | Dunkerque-Malo (LF2)    |
| Lindsay Gonzalez  | Meneuse       | 1,79 m | Reims (LF2)             |
| Morgiane Eustache | Pivot         | 1,97 m | Tours (N3)              |

## Effectif
Pour les joueuses marquées nées les 1er janvier, seules les années de naissance sont correctes.
L'effectif compte dix joueuses professionnelles plus une jeune, Assetou Diarra.

## Compétitions

### Championnat
| Journée                  | Date             | Match                        | Score  | Classement (sur 13) |
| 1re                      | 27/09/2014 à 20h | Charnay - AB Chartres        | 56-57  | 1re                 |
| 2e                       | 04/10/2014 à 20h | AB Chartres - Léon Trégor 29 | 63-67  | 7e                  |
| 3e                       | 11/10/2014 à 20h | Pays d'Aix - AB Chartres     | 71-52  | 10e                 |
| 4e                       | 25/10/2014 à 20h | AB Chartres - Centre Fédéral | 61-50  | 9e                  |
| 5e                       | 01/11/2014 à 20h | Nice - AB Chartres           | 68-53  | 8e                  |
| 6e                       | 08/11/2014 à 20h | AB Chartres - Le Havre       | 83-66  | 8e                  |
| 7e                       | 15/11/2014 à 20h | Roche Vendée - AB Chartres   | 79-55  | 11e                 |
| 8e                       | 22/11/2014 à 20h | AB Chartres - Aulnoye        | 63-52  | 8e                  |
| 9e                       | 29/11/2014 à 20h | Exempt                       | Exempt |                     |
| 10e                      | 06/12/2014 à 20h | AB Chartres - Reims          | 78-62  | 6e                  |
| 11e                      | 13/12/2014 à 20h | Limoges - AB Chartres        | 75-72  |                     |
| 12e                      | 20/12/2014 à 20h | AB Chartres - Graffenstaden  | 59-68  |                     |
| 13e                      | 10/01/2015 à 20h | Dunkerque - AB Chartres      | 80-60  | 10e                 |
| 14e                      | 17/01/2015 à 20h | AB Chartres - Charnay        | 69-49  | 6e                  |
| 15e                      | 24/01/2015 à 20h | Léon Trégor 29 - AB Chartres | 82-78  | 9e                  |
| 16e                      | 31/01/2015 à 20h | AB Chartres - Pays d'Aix     | 57-58  | ?                   |
| 17e                      | 07/02/2015 à 20h | Centre Fédéral - AB Chartres | 58-66  | 10e                 |
| 18e                      | 21/02/2015 à 20h | AB Chartres - Nice           | 49-55  | ?                   |
| 19e                      | 28/02/2015 à 20h | Le Havre - AB Chartres       | 59-62  | ?                   |
| 20e                      | 14/03/2015 à 20h | AB Chartres - Roche Vendée   | 76-73  | ?                   |
| 21e                      | 25/03/2015 à 18h | Aulnoye - AB Chartres        | 55-58  | ?                   |
| 22e                      | 28/03/2015 à 20h | Exempt                       | Exempt | ?                   |
| 23e                      | 04/04/2015 à 20h | Reims - AB Chartres          | 66-53  | ?                   |
| 24e                      | 11/04/2015 à 20h | AB Chartres - Limoges        | 70-69  | ?                   |
| 25e                      | 18/04/2015 à 20h | Graffenstaden - AB Chartres  | 67-72  | ?                   |
| 26e                      | 25/04/2015 à 20h | AB Chartres - Dunkerque      | 72-58  | 5e                  |
| Play-off Quart de finale | 03/05/2015       | Limoges - AB Chartres        | 76-53  | -                   |

### Coupe de France
| Tour          | Date             | Match                               | Score  |
| 1er tour      | Exempt           | Exempt                              | Exempt |
| 2e tour       | Exempt           | Exempt                              | Exempt |
| 3e tour       | Exempt           | Exempt                              | Exempt |
| 32e de finale | 11/11/2014 à 20h | Dunkerque-Malo - AB Chartres        | 67-68  |
| 16e de finale | 25/11/2014       | AB Chartres - ESB Villeneuve-d'Ascq | 45-80  |